# 舍夫琴科韋 (加利奇區)

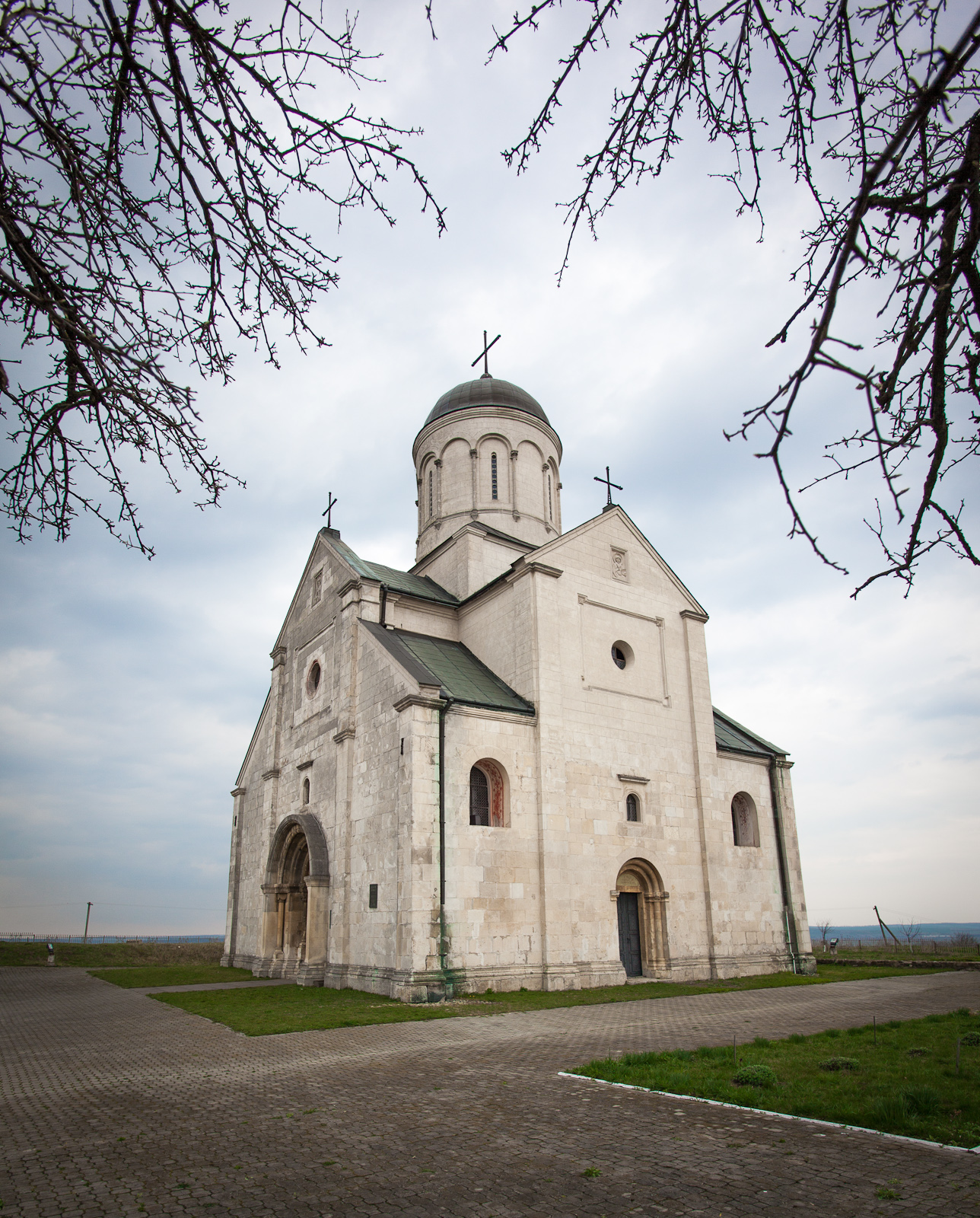

舍夫琴科韋（烏克蘭語：Шевченкове），是烏克蘭西部的村莊，隸屬伊萬諾-弗蘭科夫斯克州的伊萬諾-弗蘭科夫斯克區。該村面積1.5平方公里，2001年人口159，人口密度每平方公里106.4人。
49°7′56″N 24°41′35″E / 49.13222°N 24.69306°E